# Phryganopteryx occidentalis
Phryganopteryx occidentalis är en fjärilsart som beskrevs av De Toulgoët 1958. Phryganopteryx occidentalis ingår i släktet Phryganopteryx och familjen björnspinnare. Inga underarter finns listade i Catalogue of Life.